# Selina Roberts
Selina Roberts-Matheson (previamente: Cook), es un personaje ficticio de la exitosa serie de televisión australiana Home and Away, interpretada por la actriz Tempany Deckert del 5 de mayo de 1994 hasta el 30 de marzo de 1998.

## Biografía
Selina aparece por primera vez cuando es presentada como una estudiante de la escuela Summer Bay High que está enamorada de su maestro Luke Cunningham, quien es conocido por coquetear con varias mujeres. Sin embargo, cuando Jack Wilson comienza a sentirse atraído por Selina pronto comienzan a salir y asisten al baile formal juntos, mientras se besan en la pista de baile accidentalmente terminan tirándole pintura encima al director Donald Fisher y a su cita Irene Roberts. 
Dawn, la madre de Selina, le dice que se van a mudar, por lo que Selina le dice a Jack que antes de irse quiere pasar una noche con él, pero Jack le dice que no tiene que hacerlo. Varias semanas después Slina huye de su hogar y llega a casa de Irene a quien le pide refugio, Cuando Servicios Sociales acude a casa de Irene les dicen que no puede adoptar a Selina pero si acceden a que ella se quede viviendo con Irene. Pronto Selina descubre que Jack ahora sale con Sonia Johnston y termina con ella. Jack comienza a salir nuevamente con Selina pero al mismo tiempo comienza una relación con Frankie Brooks, cuando ambas descubren las mentiras de Jack deciden vengarse de él y lo humillan en el caravan park luego de que le escondieran su ropa y Jack tuviera que salir solo en boxers.
Poco después Selina comienza a buscar un nuevo novio y pone su mirada en Curtis Reed, el hermano adoptivo y novio de Shannon Reed, cuando Shannon descubre los planes de Selina se molesta y comienzan a pelear en una fiesta, que Rob Storey logra terminar, poco después Selina decide no seguir adelante con su plan y ella y Shannon se hacen buenas amigas.
Selina sale brevemente con Nelson McFarlane, el sobrino de Irene. Cuando Damian Roberts, el hijo de Irene llega a la bahía para asistir a la boda de Shane Parrish y Angel Brooks, Selina se siente atraída por él y terminan acostándose, poco después Selina descubre que está embarazada, al darse cuenta de que ninguno está listo para ser padres, Selina decide llamar a la bebé "Maddie" y ponerla en adopción, sin embargo poco después Selina sufre un aborto involuntario.
Curtis y Selina comienzan a salir. Durante un viaje escolar Selina detiene a su compañero de clases Joe Lynch de huir después de verse en vuelto en un incidente de acoso y lo acompaña a su dormitorio donde se encuentran con Curtis y Jack, pero las cosas no salen bien cuando Donald malinterpreta la situación y decide cancelar el viaje. Cuando Selina intenta explicarle la situación la cosas empeoran cuando comienzan a discutir y Donald intenta que expulsen a Selina de la escuela.
Más tarde Selina es elegida como capitana de la escuela y cambia su apellido de Cook a Roberts, poco después cuando Irene se reconcilia con su esposo Murdoch Roberts este comienza a acosar sexualmente a Selina, cuando Irene descubre lo que está pasando se separa de Murdoch y lo saca de la casa. Sin embargo las cosas empeoran cuando el cuerpo de Murdoch es encontrado sin vida en un incendio forestal y aunque al inicio la policía sospecha de Irene y Selina luego descubren que son inocentes y que el culpable del asesinato había sido Brian "Dodge" Forbes. Selina tiene una experiencia cercana a la muerte cuando una abeja le pica en la garganta lo que ocasiona que comience a tener visiones extrañas, entre ellas comienza a escuchar el llanto de un bebé y una proyección de Steven Matheson y Dodge peleando y cayendo de un acantilado, más tarde la pelea sucede y Shane logra rescatar a Steven pero el cuerpo de Dodge nunca es encontrado, después del incidente con la abeja Selina decide terminar su relación con Curtis.
Cuando Saul Bennett llega a la bahía pronto se obsesiona con Selina y le dice que si tiene un hijo con él, la bebé que había perdido tiempo atrás "Maddie" nacería reencarnada en el nuevo bebé. Cuando Irene, Shannon y Alex Bennett el hijo de Saul descubren el plan de este intentan impedir que Selina sea manipulada por él. Cuando se da cuenta de las verdaderas intenciones de Saul, Selina intenta alejarse de él, pero Saul la secuestra sin embargo Selina es rescatada por Alex.
Cuando Selina encuentra a una bebé abandonada en la playa llamada Millie se convence de que es el destino, pero cuando el padre de Millie, Brendan Coyne va a buscarla se siente atraído por Selina y le sugiere que pueden criar juntos a Millie sin embargo Selina lo rechaza y Brendan se va con su hija. Selina comienza a ser acosada y sus cosas personales comienzan a ser robados, al inicio cree que Curtis es el responsable, sin embargo Curtis descubre al verdadero responsable y mantiene su identidad en secreto.
Pronto Selina comienza una aventura con su maestro, Steven luego de que ambos no pudieran negar sus sentimientos, sin embargo sabiendo que su relación es prohibida mientras que Selina sea una estudiante deciden terminar. Pronto Selina se hace amiga de su compañero de clases Jeremy Riggs, hasta que descubre que él es la persona que la ha estado acosando todo ese tiempo. Cuando Jeremy descubre la relación de Selina con Steven intenta chantajearla y cuando Selina lo rechaza Jeremy intenta suicidarse colgándose en el baño de la escuela pero no lo logra. No mucho después Irene descubre la relación de Selina con Steven y presenta una queja, después de que se realice una investigación Steven se ve forzado a renunciar a su trabajo y se va de la bahía. Selina comienza a salir con el recién liberado de prisión Jesse McGregor y pronto se hace amiga de la hija de Jesse, Rachel, sin embargo cuando Jesse besa a Chloe Richards, Selina se niega a perdonarlo y termina su relación con Jesse y su amistad con Chloe.
Cuando Paul, el nieto de Irene es secuestrado Selina y Joey Rainbow, el otro hijo de Saul acuden a la comuna de Saul quien había sido liberado para averiguar la verdad, estando ahí Selina es secuestrada nuevamente por Saul quien intenta matarla encerrándola en un cuarto incendiándose, su plan no sale como lo espera y Selina es rescatada por Jesse y Joey y cuando la policía llega creen que Saul ha muerto. Poco después Selina regresa con Jesse.
Selina comienza a estudiar enfermería en la Universidad y pronto encuentra un trabajo en el hospital Northern Districts, cuando Selina descubre que el técnico de las computadoras del hospital es Steve queda sorprendida, ahí Steve le dice que todavía la ama pero Selina le dice que está saliendo con Jesse, sin embargo al darse cuenta de que no podía negar que todavía sentía cosas por él Selina decide terminar su relación con Jesse, Poco después Steve y Selina comienzan una relación y cuando Steve le propone matrimonio Selina acepta, aunque al inicio Irene no acepta su relación pronto cambia de parecer.
El día de la boda Selina es secuestrada nuevamente por Saul luego de hacerse pasar por el chofer de la limusina, cuando Saul se enferma Selina decide quedarse con él en ligar de utilizar la oportunidad de escapar, cuando la policía los encuentra rodean a Saul y lo atrapan pero cuando este intenta agarrar algo de su bolsillo, la oficial Terri Garner creyendo que era un arma le dispara y Saul muere, Selina asustada por lo sucedido le dice a Steven que no está lista para casarse con él y decide irse de la bahía para viajar.
Más tarde Selina contrae malaria mientras se encontraba en Ironbridge, por lo que Irene y Marilyn Chambers viajan a Ironbridge para cuidarla, estando ahí Irene decide llamar a Steven quien va a verla. Pronto Selina y Steven retoman su relación y cuando Steven le propone matrimonio de nuevo ella acepta. 
Más tarde cuando Steven regresa brevemente a la bahía en el 2002 revela que él y Selina se casaron, un año después cuando Steven regresa en el 2003 revela que él y Selina se habían separado, Sin embargo cuando regresa una última vez en el 2008 le dice a Sally Fletcher que él y Selina lograron arreglar sus diferencias y que habían regresado.